# Veterinarska fakulteta v Sarajevu
Veterinarska fakulteta (izvirno bosansko  Veterinarski fakultet u Sarajevu), s sedežem v Sarajevu, je fakulteta, ki je članica Univerze v Sarajevu.